# Karl Morasch
Karl Morasch (* 1963 in Kempten) ist ein deutscher Wirtschaftswissenschaftler.

## Leben
Er studierte Ökonomie an der Universität Augsburg (1989: Diplomökonom) und an der Wayne State University (Master of Art in Economics). In Augsburg promovierte er 1993 über Strategische Allianzen. Nach der Habilitation 2000 vertrat er ab April 2002 den Lehrstuhl für Volkswirtschaftslehre, insbesondere Mikroökonomie und Wettbewerbspolitik an der Universität der Bundeswehr München, den er im Dezember 2004 übernahm. 
Seine Forschungsschwerpunkte sind Außenhandelspolitik, Industrieökonomik, Ökonomische Theorie der Organisation und Theorie der Wirtschaftspolitik.

## Schriften (Auswahl)
- Strategische Allianzen. Anreize – Gestaltung – Wirkungen. Heidelberg 1994, ISBN 3-7908-0783-4.
- Industrie- und Wettbewerbspolitik. Zentralisierung oder Dezentralisierung?. München 2003, ISBN 3-486-27262-4.
- mit Rita Orsolya Tóth: Assigning tasks in public infrastructure projects. Specialized private agents or public private partnerships?. Neubiberg 2008.
- mit Florian Bartholomae: Handel und Wettbewerb auf globalen Märkten. Wiesbaden 2017, ISBN 3-658-16043-8.